# E-Side 3
E-Side 3 ist nach E-Side und E-Side 2 die dritte englischsprachige EP – und die insgesamt siebte EP – des japanischen Popmusik-Duos Yoasobi. Diese wurde am 12. April 2024 auf digitaler Ebene als Musikdownload und im Musikstreaming von Sony Music Entertainment Japan veröffentlicht.
Die EP umfasst acht Lieder mit einer gesamten Spiellänge von 27 Minuten und 31 Sekunden. Vier Lieder wurden vorab veröffentlicht.

## Hintergrund und Veröffentlichung
In den Jahren 2021 und 2022 veröffentlichte das Duo mit E-Side und E-Side 2 ihre ersten beiden EPs in englischer Sprache auf digitaler Ebene. Beide EPs erreichten eine Top-10-Platzierung in den japanischen Albumcharts von Billboard Japan, während die EPs aufgrund einer fehlenden physischen Veröffentlichung für die offiziellen Oricon-Albumcharts nicht einstiegsberechtigt waren. Stattdessen stiegen diese in den kombinierten Albumcharts von Oricon ein.
Zwischen Mai 2023 und Februar 2024 veröffentlichten Yoasobi vier Lieder in englischer Sprache: Idol erschien am 26. Mai 2023. Am 18. November folgte die Herausgabe einer englischsprachigen Version des Liedes Biri-Biri, welches im Rahmen einer musikalischen Zusammenarbeit mit der Pokémon Company zur Feier der Veröffentlichung der neunten Spielegeneration der Pokémon-Hauptserie im Vorjahr, entstand. Sechs Tage darauf wurde mit The Brave die englische Version des Liedes Yūsha auf den Markt gebracht. Am 16. Februar 2024 erschien schließlich die englischsprachige Version des Liedes Adventure.
Die Herausgabe der EP wurde am 11. April 2024 für den darauffolgenden Tag offiziell angekündigt.

## Titelliste
Alle Titel wurden von Ayase geschrieben und von Konnie Aoki ins Englische übersetzt.
| Nr. | Titel (englisch) | Originaltitel                | Länge | Anmerkungen |
| --- | ---------------- | ---------------------------- | ----- | ----------- |
| 1   | Biri-Biri        | ビリビリ Biri-Biri           | 3:06  | 2. Single   |
| 2   | Idol             | アイドル Aidoru              | 3:32  | 1. Single   |
| 3   | Mister           | Mr.                          | 3:04  |             |
| 4   | Manimani         | 海のまにまに Umi no Manimani | 4:16  |             |
| 5   | The Brave        | 勇者 Yūsha                   | 3:15  | 3. Single   |
| 6   | Seventeen        | セブンティーン Sebuntīn      | 3:19  |             |
| 7   | Loving You       | 好きだ Suki da               | 3:37  |             |
| 8   | Adventure        | –                            | 3:19  | 4. Single   |